# Slatinské Lazy
Slatinské Lazy – wieś (obec) na Słowacji położona w kraju bańskobystrzyckim, w powiecie Detva. Pierwsze wzmianki o miejscowości pochodzą z roku 1930. 
Według danych z dnia 31 grudnia 2012, wieś zamieszkiwało 501 osób, w tym 251 kobiet i 250 mężczyzn.
W 2001 roku rozkład populacji względem narodowości i przynależności etnicznej wyglądał następująco:
- Słowacy – 99,45%
- Czesi – 0,18%
- Węgrzy – 0,18%

Ze względu na wyznawaną religię struktura mieszkańców kształtowała się w 2001 roku następująco:
- Katolicy rzymscy – 50,37%
- Grekokatolicy – 1,1%
- Ewangelicy – 32,78%
- Prawosławni – 0,73%
- Husyci – 0,18%
- Ateiści – 12,82%
- Nie podano – 1,28%